# Cyclistes professionnels associés
Le CPA (Cyclistes professionnels associés) est l'association internationale des coureurs cyclistes professionnels. Elle est basée à Estavayer-le-Lac en Suisse et son rôle est d'assister les coureurs cyclistes au plan contractuel, juridique, fiscal ou des retraites.

## Histoire

### CIRC
En 1925, des coureurs de tous les pays (surtout les Français et les Belges) s'unissent derrière Henri Pélissier et Francis Pélissier sous la bannière du CIRC, le Cercle International des Routiers Cyclistes.

### AICPRO
Après la grève de Valence d'Agen du Tour de France 1978, les différents syndicats éprouvent le besoin de s'allier dans une association internationale, l'AICPRO (Association internationale des groupes cyclistes professionnels). Son premier président est André Chalmel et est entouré du Belge Maurice Lippens et de Felice Gimondi. Il y avait aussi l'Espagne et les Pays-Bas. Les courreurs professionnels réussissent à être représentés à l'UCI avant les groupes sportifs.

### CPA
Le Tour d'Italie 1999 démarre dans une drôle d'ambiance. Les coureurs italiens refusent les contrôles du CONI en plus de ceux de l'UCI. C'est dans ce contexte qu'à l'initiative du syndicat des coureurs italiens, se crée une nouvelle association internationale qui remplace l'AICPRO. Elle est baptisée CPA (Coureurs Professionnels Associés). Il réunit les syndicats italien, espagnol, portugais, suisse, français, allemand, belge et néerlandais. Pour "séduire" les coureurs des différents pays, le CPA a ouvert son bureau à des représentants des différents syndicats nationaux. Mais ces représentants n'ont pas de droit de vote.
Le CPA est une association de droit suisse, constituée selon les articles 60 et suivants du code civil Suisse. Le siège administratif est basé en rue Champ de la Vigne, 3 à Estavayer–le-Lac, 1470 Suisse.
Ils confient la présidence à Francesco Moser et le secrétariat général à Daniel Malbranque. Pendant longtemps, le CPA est organisé en tant qu'organisation faîtière par quelques associations nationales (Italie, Espagne, Suisse, Portugal, Belgique, France, Pays-Bas), de sorte que tous les professionnels du cyclisme n'y sont pas représentés. En particulier, il n'y a pas d'associations nationales en Grande-Bretagne et dans les États de l'ex-URSS. En novembre 2014, l'Association des cyclistes professionnels sur route d'Amérique du Nord (ANAPRC ou Association of North American Professional Road Cyclists) est admise au sein des CPA, ce qui lui permet d'être la première association membre non européenne. En 2016, c'est au tour de la British an Irish Professional Cyclists' Association de rejoindre le CPA. 
En 2017, le CPA a lancé une section pour le cyclisme féminin. Alessandra Cappellotto, championne du monde de route 1997, devient la première présidente de cette section. En concurrence avec cette section du CPA, est fondé « The Cyclists' Alliance » en tant qu'association indépendante pour les coureuses.
Le 19 octobre 2007, à l'occasion de l'Assemblée Générale qui s'est tenue à Côme (Italie), le français Cédric Vasseur a été élu à la présidence de l'association, tandis que Daniel Malbranque a été confirmé dans ses fonctions de secrétaire général. Paulo Couto est élu au poste de vice-président lors de la réunion du Comité Directeur qui a eu lieu le 1er décembre 2007 à Porto (Portugal). En novembre 2009, Cédric Vasseur démissionne de la présidence, Paulo Couto en devient président par intérim. Selon l'UCI, le CPA compte 865 membres en 2008 et 2009.
Au mois de juillet 2011, Gianni Bugno est choisi comme nouveau président de l’Association Cyclistes Professionnels, avec comme vice-président l'Espagnol Pipe Gomez et le secrétaire général le Suisse David Chassot.
En juin 2018, la « Dutch Association for Professional Cyclists » (l'association qui représente les coureurs néerlandais) décide de quitter le CPA. Elle critique le manque de représentation des coureurs en dehors des grandes nations cyclistes et exprime son soutien à The Cyclists' Alliance, une association fondée par Iris Slappendel et Carmen Small. L'élection à la présidence de 2018 est controversée. Depuis 1999, la présidence du CPA était transférée d'un dirigeant à l'autre sans vote. Mais cette année, pour la première fois, une élection a eu lieu, ce qui a provoqué des débats contre le processus de vote. Bugno est élu aux dépens de David Millar, grâce au système de vote en bloc où un représentant vote au nom de tous les coureurs de l'association nationale. Un groupe de 27 coureurs, dont Christopher Froome, Geraint Thomas, Greg Van Avermaet et Tom Dumoulin ont critiqué le processus électoral comme étant injuste, car les cyclistes auraient dû voter personnellement sans appartenir à une association nationale membre, ce qui n'était pas possible pour la plupart.
En 2020, des nouvelles associations nationales belge (BPCA), australienne (AAPC) et polonaise (SKZP) sont admises.
Les critiques accrues du CPA, accusés d'être selon ses opposants une marionnette de l'UCI, ont conduit à l'annonce d'un nouveau syndicat, « The Riders Union » en novembre 2020.

## Objectifs
Le CPA s'est fixé comme principal objectif la défense et l'amélioration de la position des coureurs en :
- les associant, au même titre que l'AIOCC et l'AIGCP, aux travaux et décisions prises par l'UCI
- ayant des représentants permanents dans les principales commissions de l'UCI ainsi qu'au conseil de l'UCI World Tour
- coordonnant les actions des associations nationales et leur servant de relais en cas de problèmes dépassant le cadre national
- contribuant à la divulgation d'une meilleure image concernant la lutte contre le dopage. Depuis plusieurs années, 2% de tous les prix gagnés sont versés au titre de leur contribution à la lutte contre le dopage. Cette mesure n'existe dans aucun autre sport professionnel
- mettant en place des relations de travail fiables entre les coureurs et leurs employeurs et en fixant, en accord avec ces mêmes employeurs, des salaires minimums ainsi que les couvertures sociales en rapport avec les risques encourus dans la pratique de la profession
- améliorant les rapports des coureurs avec toutes les parties prenantes du cyclisme
- défendant auprès des instances leur bon droit dans l'exercice de leur profession.

## Direction

### Président
- 1999-2007 :  Francesco Moser
- 2007-2009 :  Cédric Vasseur
- 2009-2010 :  Paulo Couto
- 2011-2023 :  Gianni Bugno
- Depuis 2023:  Adam Hansen

### Vice-président
- 2007-2009 :  Paulo Couto
- Depuis 2011 :  Pipe Gomez

### Secrétaire général
- 1999-2007 : Daniel Malbranque
- Depuis 2011 :  David Chassot